# Arlövsrevyn
Arlövsrevyn i Arlöv är en av Skånes största lokalrevyer. 
1995 började nyårsrevyer produceras på Arlövs teater under ledning av Kent Nilsson. I produktionerna medverkade många rikskända artister, till exempel Jarl Borssén, Sven Melander, Lotta Engberg, Siw Malmkvist, Ann-Louise Hanson, Hasse Andersson,  Beatrice Järås, Anders Aldgård, och Jennie Rosengren (även mångårig koreograf). 2011 och 2019 års produktioner visades även i SVT.
Årligen spelades 80–85 föreställningar på Arlövs teater.
I november 2019 meddelade Kent Nilsson att Arlövsrevyn 2020 skulle bli den sista. Dock sattes en revy åter upp året 2023, och sedan dess har det varit årliga uppsättningar.